# قانون الشركات

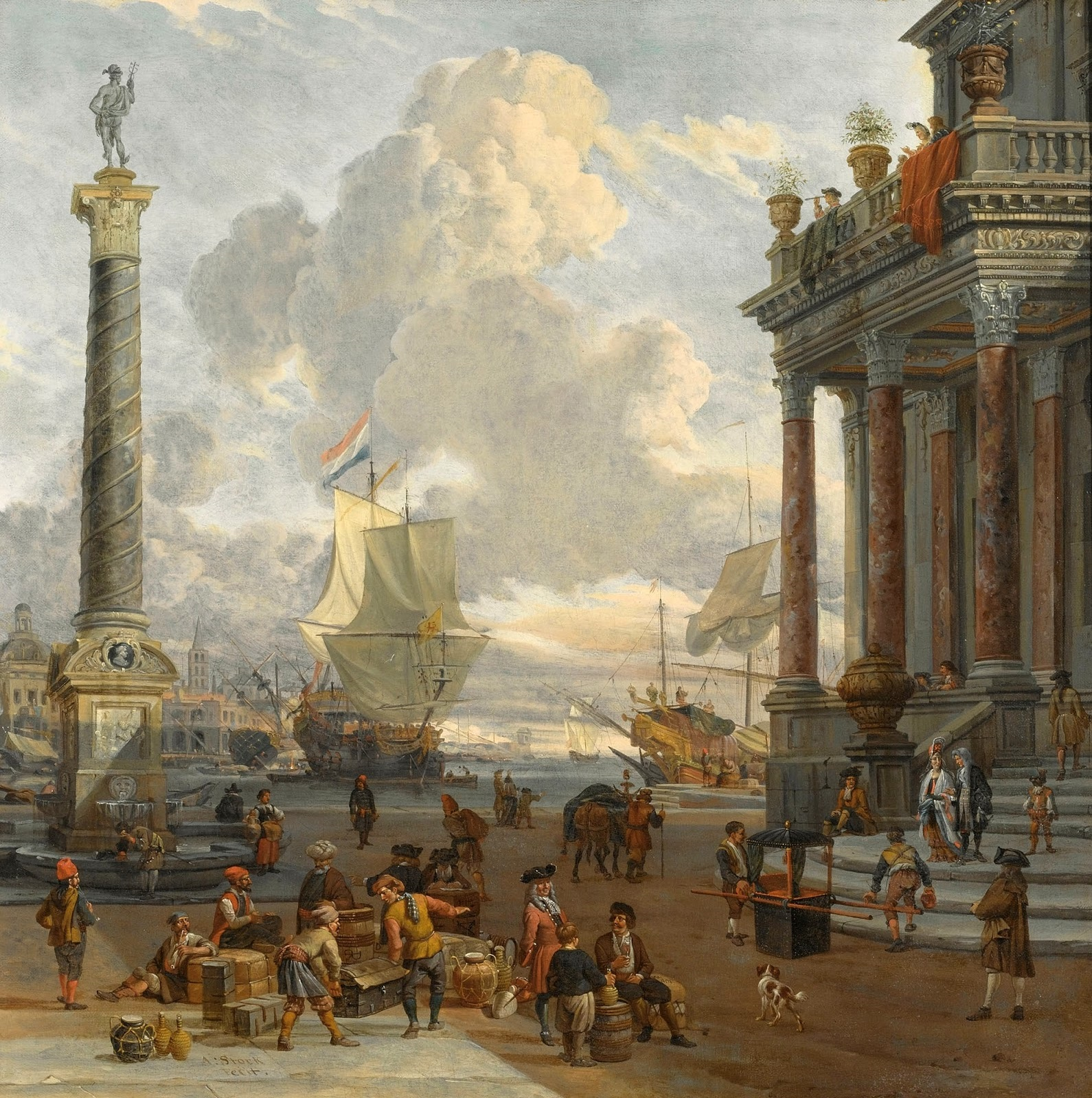

قانون الشركات (بالإنجليزية: Corporate law)‏ هو قانون مختص بالشركات، والقواعد التي تؤسسها وتنظم مسؤولياتها وحقوقها وواجباتها. وهي تنظم كيفية تفاعل الشركات والمستثمرين والمساهمين والمديرين والموظفين والدائنين وغيرهم من أصحاب المصلحة مثل المستهلكين والمجتمع والبيئة مع بعضهم البعض.

## وصلات خارجية
- قانون الشركات الأردني، مركز إيداع الأوراق المالية.